# Merville-Franceville-Plage
Merville-Franceville-Plage, comúnmente conocida como Franceville, es una comuna francesa del departamento de Calvados en la región de Baja Normandía.

## Geografía
Merville-Franceville forma parte de la Bassin Parisien. La comuna está localizada a orillas del Canal de la Mancha. El interior del territorio es una llanura favorable para el cultivo de cereales.

## Clima
Merville-Franceville está bajo la influencia de un clima oceánico, con inviernos suaves y veranos frescos.

## Demografía
Incluyendo a los residentes de temporada, la población varía entre 3500 habitantes durante el invierno y 40.000 en verano.
| 948 | 1046 | 1184 | 1309 | 1317 | 1521 |
| Para los censos de 1962 a 1999 la población legal corresponde a la población sin duplicidades (Fuente: INSEE [Consultar]) |      |      |      |      |      |

## Turismo
La comuna es atractiva para las familias, gracias a las actividades de playa, la gastronomía y las excursiones. La playa de Merville-Franceville es muy conocida para practicar el kitesurf.

## Monumentos
- Redoute de Merville, fortalezas del 1900. Redescubriertas y utilizadas por las fuerzas Alemanas que ocuparon el territorio durante la Segunda Guerra Mundial.

- Batterie de Merville (batería de armas de Merville). Sitio histórico situado en el flanco del este de la playa de Sword beach; zona de aterrizaje, donde el Teniente-coronel Terence Otway realizó una misión heroica con sus hombres del noveno batallón de paracaidistas antes del amanecer del Día D neutralizando la artillería de la batería alemana.

## Administración
- Olivier Paz.